# عقد 1020 هـ
عقد 1020 هـ هو الفترة بين عام 1020 إلى 1029 في التقويم الهجري، أي العشر سنوات الثالثة من القرن الحادي عشر الهجري.